# تسمه عربی (ابزار جنسی)
تسمهٔ عربی (انگلیسی: Arab strap) نوعی ابزار جنسی است که معمولاً از چرم و حلقهٔ فلزی ساخته می‌شود و آن را دور کیر و بیضه‌ها نصب می‌کنند. این ابزار نوعی حلقه کیر محسوب می‌شود و برای خفت‌بندی بکار می‌رود. نام این ابزار احتمالاً از نام ابزارهایی ناشی می‌شود که برای جلوگیری از جفت‌گیری و تولید مثل اسب‌های عربی استفاده می‌شده‌اند.